# Tricentrogyna radaria
Tricentrogyna radaria là một loài bướm đêm trong họ Geometridae.